# Rob Renzetti
Robert John "Rob" Renzetti (nacido el  12 de septiembre de 1967) es un animador y autor estadounidense conocido por ser el creador de la serie animada La robot adolescente.

## Carrera
Renzetti fue escritor, director y artista de guion gráfico para varias series de Cartoon Network, incluido El laboratorio de Dexter y The Powerpuff Girls, En el año 1998 realizó el corto Mi Vecina era una Robot Adolescente, que fue emitido en la serie Oh Yeah! Cartoons. En el 2003, la serie animada La robot adolescente, basada en el corto animado, se estrenó por la cadena Nickelodeon.
Robert Renzetti estudió animación en el Instituto de Las Artes de California y en actualidad es productor de Disney
También dentro de sus obras a dado voz ha personajes de fondo.